# سخت‌زبانان
سخت‌زبانان (نام علمی: Scleroglossa) نام یک زیرراسته از راسته پولک‌داران است.